# Arkadij Dmitrievič Švecov
Arkadij Dmitrievič Švecov (in russo Аркадий Дмитриевич Швецов?; Nižnie Sergi, 25 gennaio 1892, 13 gennaio del calendario giuliano – Mosca, 19 marzo 1953) è stato un ingegnere sovietico, capo dell'OKB Shvetsov, pioniere della ricerca sui motori aeronautici sovietici.

## Biografia
Arkadij Dmitrievič nasce il 25 gennaio 1892, figlio di insegnanti nella locale scuola.
Nel 1909 si diploma all'istituto tecnico superiore di Perm'.
Durante il periodo della prima guerra mondiale si trasferisce a Mosca per continuare gli studi, lavorando nel frattempo come tornitore nell'azienda meccanica "Динамо" (in cirillico "Dinamo").
Nel 1921 consegue, sempre a Mosca, la laurea nell'università a indirizzo tecnico.
Dal 1922 entra a far parte di un ufficio tecnico dedicato alla progettazione di motori aeronautici.
Nel 1923 collabora alla realizzazione del M-8 RAM, un motore 12 cilindri a V
Dal 1925 al 1926 progetta il suo primo motore, lo Shvetsov M-11, un motore radiale a 5 cilindri raffreddato ad aria, primo motore aeronautico prodotto in serie in Unione Sovietica, utilizzato in diversi velivoli leggeri da addestramento, tra i quali il biplano Polikarpov Po-2 ed il monoplano Yakovlev UT-2, fino agli anni quaranta.
Nel 1934 gli viene affidata la guida di un suo gruppo di progettazione, l'OKB 19 situato a Perm', ed incaricato di studiare alcuni motori stranieri, tra cui la serie "K" dei francesi Gnome et Rhône e lo statunitense Wright R-1820 Cyclone 9, per proseguirne lo sviluppo allo scopo di avviarne una versione di produzione nazionale.
Da questi studi derivarono i 9 cilindri M-25 ed ASh-62 che equipaggiavano rispettivamente le prime versioni del Polikarpov I-16 e l'Antonov An-2, il 14 cilindri ASh-82 che motorizzava il Lavochkin La-5 ed il 18 cilindri ASh-73TK destinato al Tupolev Tu-4, la copia sovietica del Boeing B-29 Superfortress.
Alla sua morte, avvenuta il 19 marzo 1953, l'OKB 19 venne affidato a Pavel Aleksandrovič Solov'ëv, e le sue spoglie vennero sepolte nel cimitero Novodevičij di Mosca.

## Onorificenze e riconoscimenti
- 1952 - Eroe del lavoro socialista;
- 1942, 1943, 1946, 1948 - Premio Stalin;
- 1936, 1943, 1945, 1949, 1952 - Ordine di Lenin;
- Ordine di Kutuzov;
- Ordine di Suvorov di secondo grado;
- Ordine delle strisce rosse del lavoro;
- Monumento eretto nella città natale Nižine Sergi;
- Una fabbrica di Perm' venne intitolata a Švecov.